# 松丸智子
松丸智子（まつまる ともこ、1960年9月10日 - ）は、日本のナレーター。東京俳優生活協同組合（俳協）所属。本名同じ。

## 来歴
東京都出身。文化学院文学科卒業。中国語に興味を持って学んでいた。
ナレーターや声優の他、『ルックルックこんにちは』（日本テレビ）や『にっぽんレポート』ではレポーターを務めていた。

## 主な活動
NHK
- 日曜フォーラム
- 金曜フォーラム
- 20世紀の人物列伝

日本テレビ
- ルックルックこんにちは
- にっぽんレポート
- 介護犬と生きる

テレビ朝日
- 報道ステーション
- スーパーJチャンネル
- ニュースステーション

テレビ東京
- ニュースアイ
- 金曜時代劇｢お江戸吉原事件帖｣

BSN新潟放送
- ドキュメント新潟

## 吹き替え
- ジャッジメント・ナイト（リンダ・ワイアット）
- 13日の金曜日 ジェイソンの命日（ヴィッキー）※ビデオ版